# Osmanville
Osmanville ist eine französische Gemeinde im Département Calvados in der Region Normandie mit 510 Einwohnern (Stand: 1. Januar 2022). Osmanville gehört zum Arrondissement Bayeux und zum Kanton Trévières. Die Einwohner werden Osmanvillais genannt.

## Geografie
Osmanville liegt etwa 36 Kilometer westnordwestlich von Bayeux am Ästuar des Vire in den Ärmelkanal. Umgeben wird Osmanville von den Nachbargemeinden Géfosse-Fontenay im Norden, Cardonville im Nordosten, Saint-Germain-du-Pert im Osten, Monfréville im Südosten, Isigny-sur-Mer im Süden sowie Les Veys im Westen.
Durch die Gemeinde führt die Route nationale 13. 

## Bevölkerungsentwicklung
| 1962                      | 1968 | 1975 | 1982 | 1990 | 1999 | 2006 | 2013 |
| ------------------------- | ---- | ---- | ---- | ---- | ---- | ---- | ---- |
| 429                       | 365  | 369  | 395  | 453  | 514  | 580  | 582  |
| Quelle: Cassini und INSEE |      |      |      |      |      |      |      |

## Sehenswürdigkeiten
- Kirche Saint-Martin aus dem 12./13. Jahrhundert, Monument historique seit 1927
- Kirche Saint-Clément aus dem 12. Jahrhundert, seit 1998 Monument historique
- Burg Osmanville aus dem 13. Jahrhundert

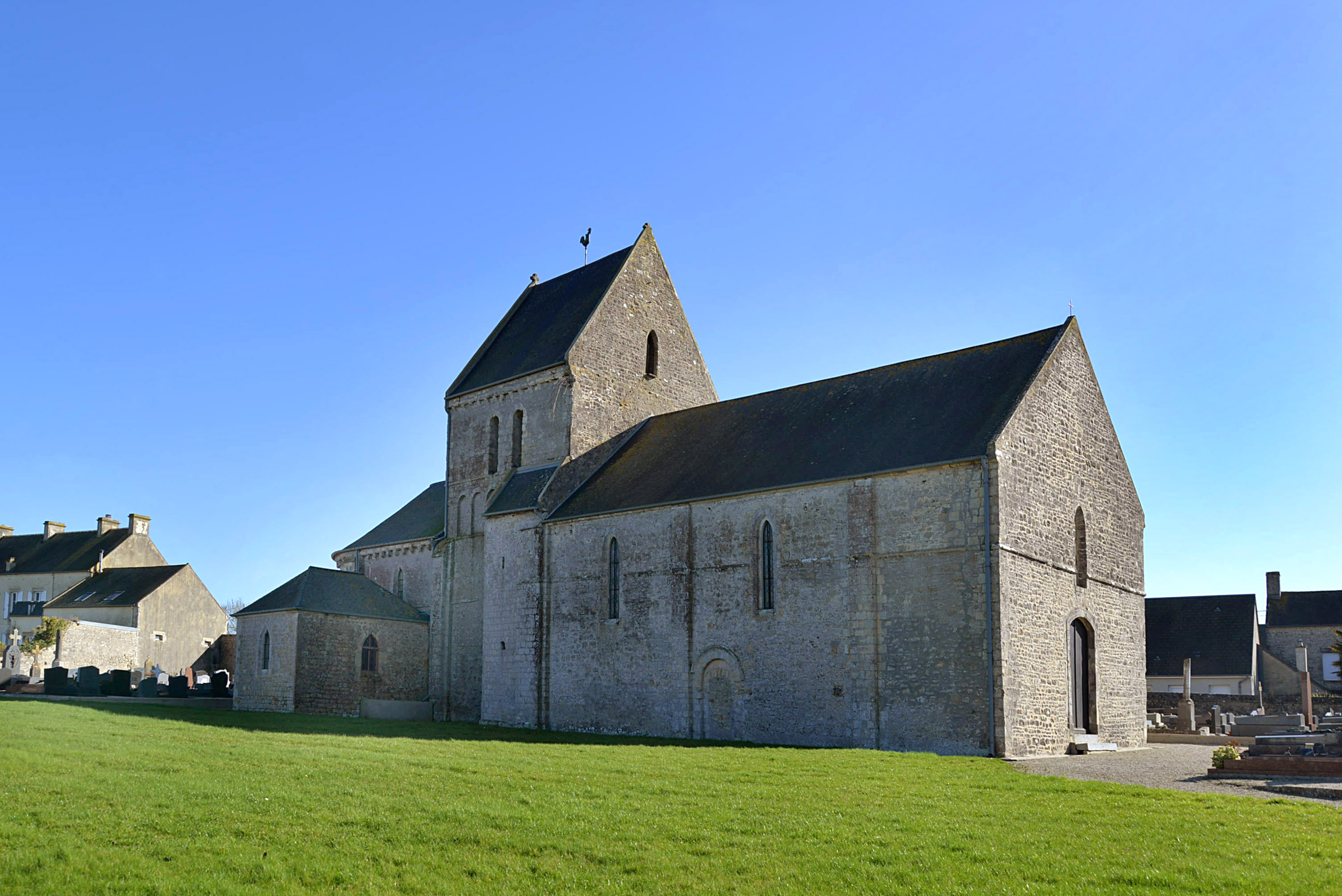
Kirche Saint-Martin
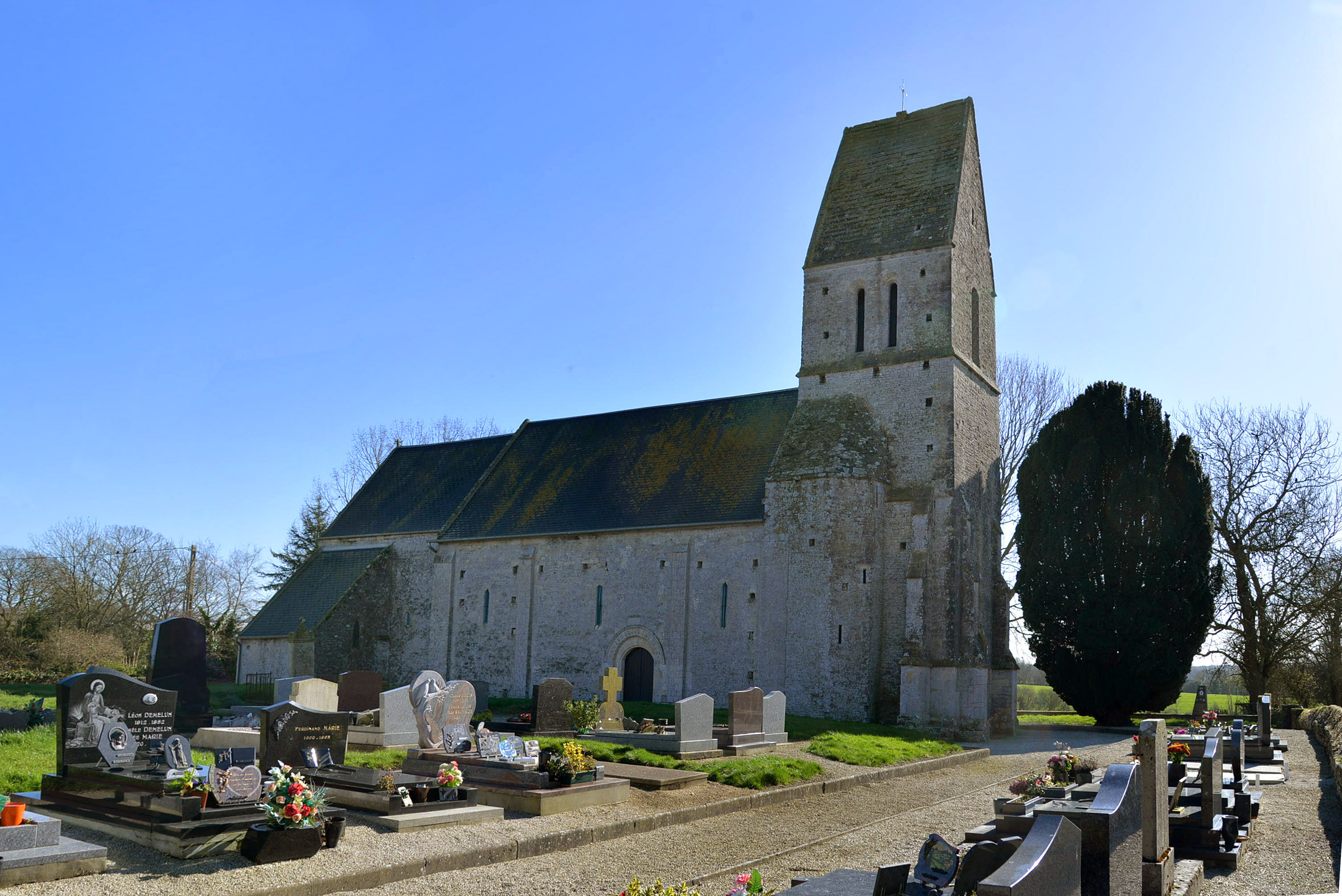
Kirche Saint-Clément

## Gemeindepartnerschaften
Mit der britischen Gemeinde Combeinteignhead in Devon (England) besteht seit 1981 eine Partnerschaft.